# Cyrtopodion kohsulaimanai
Espèce
Synonymes
- Tenuidactylus kohsulaimani Khan, 1991

Statut de conservation UICN

 LC  : Préoccupation mineure
Cyrtopodion kohsulaimanai est une espèce de geckos de la famille des Gekkonidae.

## Répartition
Cette espèce est endémique du Punjab au Pakistan.

## Étymologie
Son nom d'espèce lui a été donné en référence au lieu de sa découverte, les Koh-e Sulaimān, les monts Sulaiman.

## Publication originale
- Khan, 1991 : A new Tenuidactylus gecko from the Sulaiman Range, Punjab, Pakistan. Journal of Herpetology, vol. 25, n. 2, p. 199-204.